# 102
Aquesta pàgina és per a l'any. Per al nombre, vegeu cent dos.
El 102, anomenat així des de la implantació del calendari gregorià, fou un any comú començat en dissabte.

## Esdeveniments
- Trajà torna a Roma després de la primera de les Guerres dàcies[1]
- S'interpreta com a signe de malaltia tenir sucre a l'orina a l'Índia

## Necrològiques
- Ban Chao, polític xinès encarregat d'administrar l'Àsia central